# Didierea madagascariensis
Didierea madagascariensis és una espècie de plantes amb flor que pertany a la família de les didiereàcies. És l'espècie tipus del gènere.

## Descripció
Didierea madagascariensis creix sense ramificar o amb alguns brots forts i verticals que sovint es corben a la part superior. Les plantes poden arribar a fer entre 4 a 6 m d'alçada i un diàmetre de tronc de fins a 50 cm. A les berrugues de 0,5 a 5 cm de llargada es formen 4 espines fortes i radiants, de les quals la més baixa fa entre 4 a 10 centímetres i les dues laterals són molt més curtes. Les 4 fulles lineals, de vegades només 3 o fins a 10, sorgeixen del centre de l'arèola i fan entre 7 a 15 cm de llargada i entre 0,5 a 1 cm d'amplada; són delicades, de color gris verdós i ràpidament efímers.
Les abundants flors cobreixen completament les parts superiors del brot, són de color groguenc pàl·lid a vermell verdós. Els fruits fan entre 3 a 5 mm.

## Distribució
Didierea madagascariensis es distribueix al sud-oest de Madagascar, des de Toliara al sud de Morondava, en sòls vermells, sorrencs i sense calç.

## Taxonomia
La primera descripció de Didierea madagascariensis va ser establerta el 1880 per Henri Ernest Baillon i publicat a Bulletin Mensuel de la Société Linnéenne de Paris 1(33): 258.
L'espècie tipus del gènere és Didierea madagascariensis Baill.
Etimologia
Didierea: gènere que va ser dedicat a l'explorador i naturalista francès Alfred Grandidier (1836-1921).
madagascariensis: epítet geogràfic que al·ludeix a la seva localització a Madagascar.